# 1. ŽNL Krapinsko-zagorska 2008./09.
Ovaj članak je podtema članka: 5. rang HNL-a 2008./09.

1. ŽNL Krapinsko-zagorska u sezoni 2008./09. je predstavljala ligu prvog stupnja županijske lige u Krapinsko-zagorskoj županiji, te ligu petog stupnja hrvatskog nogometnog prvenstva. 
 
Sudjelovalo je 14 klubova, a ligu je osvojio "Gaj" iz Mača.  

## Ljestvica
| mj. | klub                          | ut. | pob. | ner. | por. | gol+ | gol- | bod |
| --- | ----------------------------- | --- | ---- | ---- | ---- | ---- | ---- | --- |
| 1.  | Gaj Mače                      | 26  | 18   | 0    | 8    | 68   | 40   | 54  |
| 2.  | Rudar Dubrava Zabočka         | 26  | 17   | 3    | 6    | 63   | 28   | 54  |
| 3.  | Schiedel Novi Golubovec       | 26  | 16   | 3    | 7    | 51   | 25   | 51  |
| 4.  | Zagorec Veliko Trgovišće      | 26  | 15   | 5    | 6    | 44   | 28   | 50  |
| 5.  | Stubica (Donja Stubica)       | 26  | 14   | 1    | 11   | 60   | 49   | 43  |
| 6.  | Radoboj                       | 26  | 12   | 4    | 10   | 44   | 40   | 40  |
| 7.  | Rudar Mihovljan               | 26  | 12   | 3    | 11   | 40   | 42   | 39  |
| 8.  | Oštrc Zlatar                  | 26  | 11   | 5    | 10   | 43   | 42   | 38  |
| 9.  | Jedinstvo Sveti Križ Začretje | 26  | 11   | 4    | 11   | 44   | 38   | 37  |
| 10. | Pregrada                      | 26  | 7    | 6    | 13   | 43   | 55   | 27  |
| 11. | Straža Desnić Hum na Sutli    | 26  | 7    | 6    | 13   | 28   | 49   | 27  |
| 12. | Matija Gubec Gornja Stubica   | 26  | 7    | 4    | 15   | 36   | 48   | 25  |
| 13. | Ivančica Zlatar Bistrica      | 26  | 5    | 6    | 15   | 32   | 58   | 21  |
| 14. | Vatrogasac Brezova            | 26  | 4    | 2    | 20   | 31   | 85   | 14  |

- "Gaj" prvak zbog boljeg međusobnog omjera s "Rudarom" - Dubrava Zabočka

## Rezultatska križaljka
| kratica | klub                          | GAJ | IVA | JED | MATG | OŠT | PRE | RAD | RUDDZ | RUDM | SCHI | STRD | STU | VAT | ZAG |
| --- | ----------------------------- | --- | --- | --- | ---- | --- | --- | --- | ----- | ---- | ---- | ---- | --- | --- | --- |
| GAJ | Gaj Mače                      |     |     |     |      |     |     |     |       |      |      |      |     |     |     |
| IVA | Ivančica Zlatar Bistrica      |     |     |     |      |     |     |     |       |      |      |      |     |     |     |
| JED | Jedinstvo Sveti Križ Začretje |     |     |     |      |     |     |     |       |      |      |      |     |     |     |
| MATG | Matija Gubec Gornja Stubica   |     |     |     |      |     |     |     |       |      |      |      |     |     |     |
| OŠT | Oštrc Zlatar                  |     |     |     |      |     |     |     |       |      |      |      |     |     |     |
| PRE | Pregrada                      |     |     |     |      |     |     |     |       |      |      |      |     |     |     |
| RAD | Radoboj                       |     |     |     |      |     |     |     |       |      |      |      |     |     |     |
| RUDDZ | Rudar Dubrava Zabočka         |     |     |     |      |     |     |     |       |      |      |      |     |     |     |
| RUDM | Rudar Mihovljan               |     |     |     |      |     |     |     |       |      |      |      |     |     |     |
| SCHI | Schiedel Novi Golubovec       |     |     |     |      |     |     |     |       |      |      |      |     |     |     |
| STRD | Straža Desnić Hum na Sutli    |     |     |     |      |     |     |     |       |      |      |      |     |     |     |
| STU | Stubica (Donja Stubica)       |     |     |     |      |     |     |     |       |      |      |      |     |     |     |
| VAT | Vatrogasac Brezova            |     |     |     |      |     |     |     |       |      |      |      |     |     |     |
| ZAG | Zagorec Veliko Trgovišće      |     |     |     |      |     |     |     |       |      |      |      |     |     |     |
| |                               |     |     |     |      |     |     |     |       |      |      |      |     |     |     |
| podebljan rezultat - utakmice od 1. do 13. kola (1. utakmica između klubova) rezultat normalne debljine - utakmice od 14. do 26. kola (2. utakmica između klubova) rezultat nakošen - nije vidljiv redoslijed odigravanja međusobnih utakmica iz dostupnih izvora rezultat smanjen * - iz dostupnih izvora nije uočljiv domaćin susreta prekrižen rezultat - poništena ili brisana utakmica p - utakmica prekinuta 3:0 p.f. / 0:3 p.f. - rezultat 3:0 bez borbe n.i. - nije igrano |                               |     |     |     |      |     |     |     |       |      |      |      |     |     |     |

 Izvori: 

## Vanjske poveznice
- nskzz.hr, Nogometni savez Krapinsko-zagorske županije